# Friedrich Fromm
Friedrich Wilhelm Waldemar Fromm (Charlottenburg, 8 ottobre 1888 – Brandeburgo sulla Havel, 12 marzo 1945) è stato un generale tedesco, ricordato per il ruolo avuto nell'attentato a Hitler del 20 luglio 1944.

## Biografia

### I primi anni
Friedrich Fromm nacque a Charlottenburg, Berlino, da una famiglia protestante di forti tradizioni militari. Terzo dei cinque figli di Johannes Richard Fromm (1851-1914) e di Hedwig Elise Clara (1854-1923), frequentò le scuole a Magonza, Strasburgo e Berlino, e si iscrisse all'università di Berlino. Allo scoppio della prima guerra mondiale era inquadrato nel 55º reggimento di artiglieria della Turingia, con il grado di tenente, e nel 1916 fu trasferito alla 38ª brigata di artiglieria, con il grado di capitano.

### Il nazismo

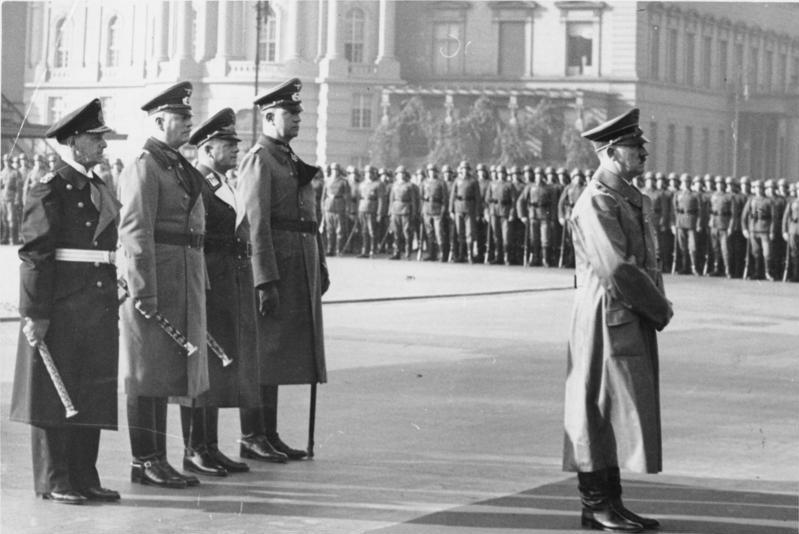
Il generale Fromm (quarto da sinistra), comandante dell'esercito territoriale, 15 ottobre 1940.

Dopo la fine della guerra, fu inizialmente attivo nella guardia del confine orientale nella lotta contro il terrore polacco. In qualità di anti-repubblicano, ebbe simpatie per la rivolta di Kapp-Lüttwitz e poi fu assunto dal Reichswehr.
Sostenne lealmente il governo del Reich come parte dei suoi doveri, giocando un ruolo importante nella struttura di potere del regime nazista fin dall'inizio. Dal 1933 fu responsabile per l'aggiornamento umano e materiale dell'esercito tedesco. Inoltre, dal 1939, divenne generale d'armata e comandante in capo dell'esercito di riserva (Ersatzheer). Durante la seconda guerra mondiale, fu incaricato dell'addestramento e dei rimpiazzi nella Wehrmacht.
Quando l'Operazione Barbarossa era in fase di stallo al di fuori di Mosca nel dicembre 1941 e il contrattacco russo ebbe inizio, Hitler prese il comando diretto dell'esercito e riorganizzò la struttura di comando delle forze armate. L'ufficio di capo d'armamento dell'esercito sotto il Generaloberst Fromm fu creato, subordinato al comandante in capo dell'esercito (capo dell'OKH, cioè Hitler). Aveva abbastanza potere a sua disposizione per controllare lo stato tedesco, perché la sua posizione controllava appalti dell'esercito e la produzione, e comandò le truppe dell'esercito all'interno della Germania.
All'inizio del 1942, a quanto pare, consigliò di rimanere sulla difensiva per tutto l'anno, a causa delle scorte dell'esercito esauste e alla diversione di produzione e di dare la priorità all'Afrikakorps, dopo l'iniziale successo di Barbarossa nell'estate del 1941.

### Il complotto del 20 luglio 1944
Uomo dal carattere riservato, incrollabilmente convinto dell'importanza dell'esercito a garanzia del rango di potenza mondiale del suo paese, non era un hitleriano convinto, ma uno che si sforzava di restare neutrale in attesa di salire sul carro dei vincitori, quali essi fossero, regime o putschisti. Dal 1941, nella convinzione che non si potesse più vincere, chiese la fine della guerra viste le ingenti perdite, tra cui anche il suo unico figlio nel 1942, ma venne parzialmente privato del potere.
Fu messo al corrente dell'organizzazione di un colpo di Stato per rovesciare il regime di Hitler e per concordare una pace con gli alleati da alcuni dei suoi sottoposti, tra i quali vi erano il colonnello Claus Schenk von Stauffenberg, capo di stato maggiore della riserva e quindi suo vice, e il generale Friedrich Olbricht, suo diretto sottoposto, che richiesero, senza ottenerlo, il suo aiuto. Dopo che il complotto fallì, temendo per la sua vita e per vendicare il suo onore militare, reagì ordinando di giustiziare immediatamente tutti i cospiratori di cui era a conoscenza, mentre il Führer aveva ordinato al maggiore Remer di catturarli vivi per essere processati.

### Il processo
Dopo aver fatto giustiziare i primi cospiratori, tornò nel suo ufficio per la notte dopo un imminente attacco aereo segnalato. Lì fu accolto da diversi ufficiali nazisti che lo stavano aspettando, tra cui il ministro della propaganda Joseph Goebbels, e cercò di rivendicare il merito di aver posto fine al colpo di Stato. Goebbels dubitava di lui, ma se ne andò senza dare spiegazioni.
La sua reazione mise però in evidenza il suo timore di affrontare i congiurati e quindi indirettamente il suo coinvolgimento in esso. Così, la mattina del 22 luglio, fu arrestato su ordine di Heinrich Himmler dagli ufficiali nazisti e rinchiuso in carcere in attesa del processo farsa. Fu dimesso dall'esercito tedesco il 14 settembre e, come civile, condannato a morte e considerato indegno per il servizio militare dal Volksgerichtshof il 7 marzo 1945. Poiché il giudice Wilhelm Crohne non riuscì a dimostrare un diretto coinvolgimento nell'attentato, fu accusato e condannato per "codardia di fronte al nemico", ma a dispetto dei poco eroici motivi di autoconservazione che ne avevano dettato il comportamento al Bendlerblock il 20 luglio, non era un vile. La perdita di dignità per il servizio militare portò a una perdita permanente di tutti gli onori, gradi e ordini, ma Hitler commutò personalmente la pena di morte dall'impiccagione a una "più onorevole" fucilazione.

### La morte
Il 12 marzo 1945, prima della sconfitta, fu giustiziato nel carcere di Brandenburg-Görden da un plotone di esecuzione come parte dell'epurazione post-cospirazione. Le sue ultime parole prima di morire davanti al plotone di esecuzione furono riportate: "Muoio perché è stato ordinato. Ho sempre voluto solo il meglio per la Germania".

## Vita privata
Il 29 giugno 1912, si sposò con Frieda Oemler (1892-1974) ed ebbe due figli, Helga ed Harald (1917-1942).

## Nei media
- Il complotto di luglio, regia di Vittorio Cottafavi (1967), interpretato da Rolf Tasna.
- Il complotto per uccidere Hitler (The Plot to Kill Hitler), regia di Lawrence Schiller (1990), interpretato da Helmut Lohner.
- Stauffenberg - Attentato a Hitler, regia di Jo Baier (2004), interpretato da Axel Milberg.
- Operazione Valchiria (Valkyrie), regia di Bryan Singer (2008), interpretato da Tom Wilkinson.